# Riserva naturale Coturelle Piccione
La riserva naturale Coturelle Piccione è un'area naturale protetta situata nel comune di Albi, nell'area montana del Sila, all'interno del parco nazionale della Sila, in provincia di Catanzaro. La riserva occupa una superficie di 550 ettari ed è stata istituita nel 1977. Dista 50 km da Catanzaro.

## Fauna e flora
La riserva custodisce una ricca comunità faunistica, soprattutto avicola, e un'interessante varietà floreale.